# Charles P. Snyder

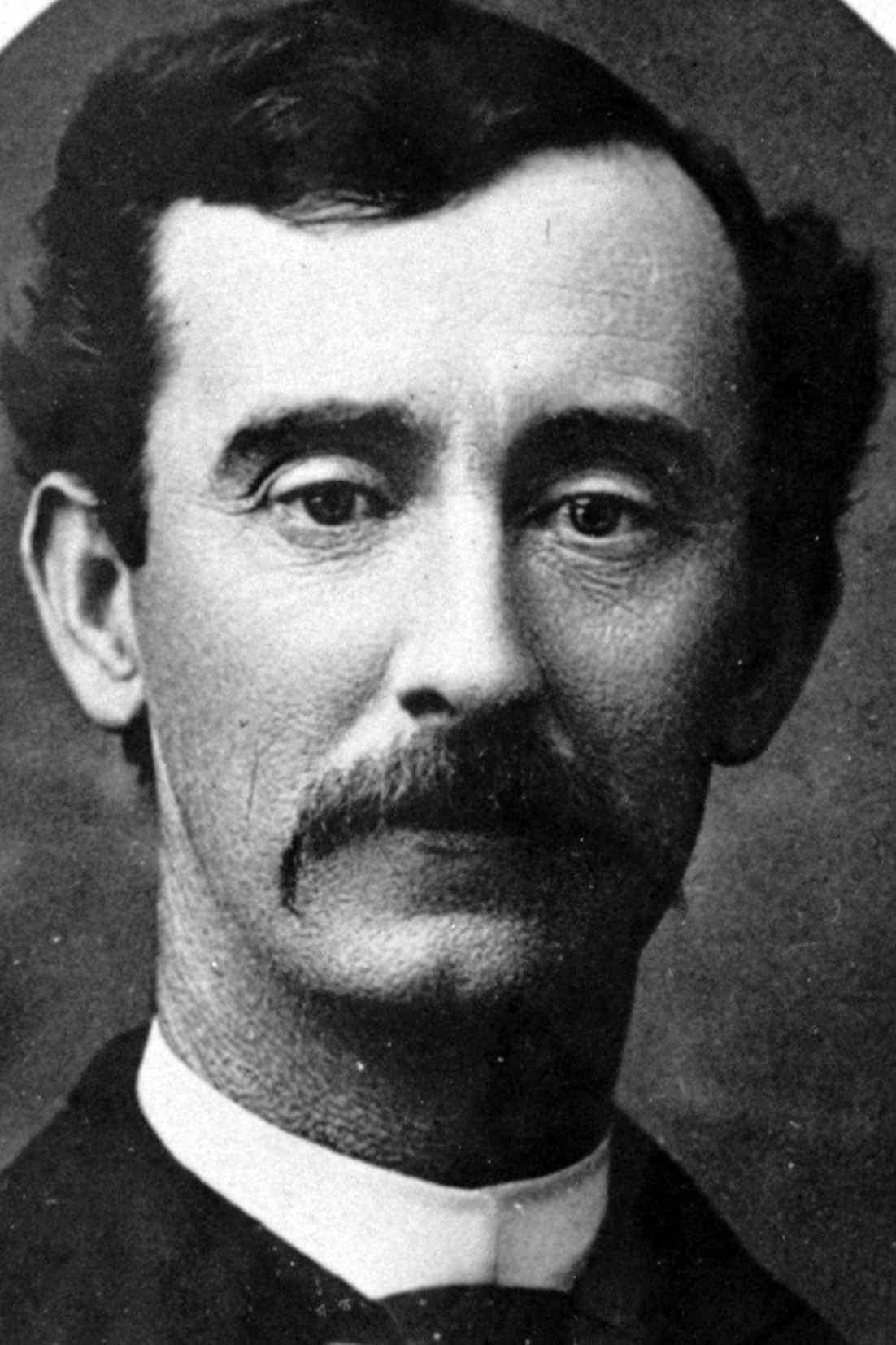
Charles P. Snyder

Charles Philip Snyder (* 9. Juni 1847 in Charleston, Virginia; † 21. August 1915 in Vineland, New Jersey) war ein US-amerikanischer Politiker. Zwischen 1883 und 1889 vertrat er den dritten Wahlbezirk des Bundesstaates West Virginia im US-Repräsentantenhaus.

## Werdegang
Charles Snyder wurde 1847 in Charleston geboren, das damals noch zu Virginia gehörte, später aber Teil und sogar Hauptstadt des Staates West Virginia wurde. Nach einer guten Grundschulausbildung studierte Snyder Jura und begann nach seiner Zulassung als Rechtsanwalt auch in diesem Beruf zu arbeiten. Zwischen 1876 und 1884 war er Bezirksstaatsanwalt im Kanawha County. Politisch war Snyder Mitglied der Demokratischen Partei. Nach dem Rücktritt des Kongressabgeordneten John E. Kenna wurde er bei der fälligen Nachwahl im dritten Distrikt von West Virginia als dessen Nachfolger in das US-Repräsentantenhaus gewählt. Nach zwei Wiederwahlen konnte er dieses Mandat zwischen dem 15. Mai 1883 und dem 3. März 1889 ausüben.
Nach seiner Zeit im Kongress war Snyder zwischen 1890 und 1896 Richter am Strafgericht im Kanawha County. Von 1897 bis 1901 fungierte er als amerikanischer Konsul in Mexiko. Er starb am 21. August 1915 in Vineland (New Jersey) und wurde in Charleston beigesetzt. Sein Sohn Charles (1879–1964) war während des Zweiten Weltkrieges amerikanischer Admiral.